# Beba Rojas
Beba Rojas   (Caracas, 25 de setembre de 1975) és una actriu, model i comediant veneçolana.
Va començar la seva carrera artística a la cadena de televisió veneçolana Venevisión després de completar els seus estudis a la Universitat Central de Veneçuela. Va debutar com a còmica al programa de televisió humorística Bienvenidos. Posteriorment es va convertir en actriu en diverses telenovel·les del mateix canal.
Beba està casada i té un fill anomenat Fabio Alejandro.

## Telenovel·les
| Any  | Títol                    | Paper                  |
| ---- | ------------------------ | ---------------------- |
| 1995 | Como tú, ninguna         | Thais                  |
| 1995 | Pecado de Amor           | Mariela                |
| 1996 | Sol de Tentación         | Noche                  |
| 2001 | Guerra de mujeres        | Graciela Yeinar Moreno |
| 2002 | Las González             | Azalea                 |
| 2003 | Cosita Rica              | Panchita               |
| 2005 | El amor las vuelve locas | Lily                   |
| 2011 | La viuda joven Vicenta   | Palacios de Humboldt   |
| 2002 | Natalia del Mar          | Ella mateixa           |
| 2012 | Válgame Dios             | La peor es nada        |
| 2013 | De todas maneras Rosa    | Ada Luz Campanero      |
| 2015 | Piel salvaje             | La Chila Pérez         |

## Pel·lícules
| Any  | Títol            |
| ---- | ---------------- |
| 2005 | El Caracazo      |
| 2008 | Al fin y al cabo |

## Programes de televisió
| Programa                   |
| -------------------------- |
| Bienvenidos                |
| Bailando con las estrellas |
| Cásate y veras             |